# Tomás Ahumada
Tomás Alejandro Ahumada Oteíza (* 24. Juni 2001 in Santiago de Chile) ist ein chilenischer Fußballtorwart.

## Karriere

### Verein
Tomás Ahumada kam aus der Jugend von Audax Italiano und unterschrieb im Februar 2022 seinen ersten Profivertrag. Sein erstes Spiel absolvierte der Torwart am 30. Juni 2022 beim Auswärtsspiel in Chillán gegen Deportivo Ñublense, das der Verein italienischer Einwanderer mit 2:1 gewann. Seitdem ist Ahumada als Stammtorwart bei Audax eingesetzt.

### Nationalmannschaft
Zur Vorbereitung auf die Panamerikanischen Spiele 2023 wurde Ahumada für die U-23 Chiles gegen Peru nominiert.